# Prhati (Barban)
Prhati is een plaats in de gemeente Barban in de Kroatische provincie Istrië. De plaats telt 157 inwoners (2001).